# Condado de Offaly
O Condado de Offaly (Uíbh Fhailí em irlandês) é um condado da República da Irlanda, na província de Leinster, no centro do país. A capital é Tullamore.
Offaly tem como vizinhos os condados de Westmeath a norte, Meath a nordeste, Kildare a leste, Laois a sudeste, Tipperary a sudoeste, Galway a oeste e Roscommon a noroeste.